# Сокіл Марія Іванівна
Марі́я Со́кіл, у шлюбі Рудни́цька (18 жовтня 1902, с. Жеребець, нині Оріхівський район, Запорізька область, Україна — 20 січня 1999, Янгстаун, штат Огайо, США) — українська оперна співачка (сопрано), музична педагогиня та меценатка.

## Життєпис
Дитинство Марії минуло в селі Гусарка, де її батьки були вчителями в школі. Батько Іван Васильович вчителював з 1890 року. Першою його школою була Вознесенська, де він працював помічником вчителя та викладав російську граматику з церковнослов'янським читанням. Мати Євдокія (в деяких документах Авдотья) Григорівна Панченко почала працювати з того ж 1890 р. помічницею вчителя 1-ї Гуляйпільської, потім 1-ї Жеребецької школи. У 1896 р. вона була призначена вчителькою Самойлівської школи.
По закінченню сільської школи Марія Сокіл продовжила навчання в комерційній школі, що у Катеринославі (нині – Дніпро). Однак любов до співу, до народної пісні привела її до українського хору. Тут захоплений красою її голосу актор Антон Хорошун запропонував їй виконати в місцевому театрі роль Панночки у виставі «Вій».
Успішний виступ спонукав її до продовження вокального вдосконалення. Вступила до Катеринославської музичної школи (пізніше – консерваторії), де навчалась в класі відомої педагогині Зінаїди Малютиної. Тут разом з нею також навчався й Іван Паторжинський, з яким пізніше була пов'язана її творча доля. Коли в Катеринославі відкрили оперний театр, Марія Сокіл з Іваном Паторжинським співали в хорі театру. Потім їм доручили і перші невеликі ролі.
По закінченню консерваторії, у 1922 році, Марію Сокіл запросили до місцевого театру імені Марії Заньковецької, де впродовж кількох років вона виступала в «Катерині» М. Аркаса, «Безталанній» І. Карпенка-Карого, «Про що тирса шелестіла» С. Черкасенка. Тут здобула вона добру школу драматичної артистки, але з часом зрозуміла, що її стихія — оперна сцена.
Навесні 1927 року вона дебютувала  у Столичній державній опері в Харкові і стала його примадонною з ліричним сопрано. «Перший виступ Марії Сокіл в партії Маргарити у «Фаусті» Шарля Ґуно — писала республіканська газета «Вісті», — мав великий успіх і засвідчив, що вона володіє красним голосом і драматичним талантом. Такої Маргарити ми давно не бачили і не чули».
Після цього успіху молодій співачці доручили відразу виконання головних партій у двох російських операх: Татьяни в «Євгенії Онєгіні» П. Чайковського та Снігуроньки в однойменній опері М. Римського-Корсакова. Успіх у цих виставах вирішує дальшу долю співачки – вона стає примадонною Української державної опери в Харкові- Кар'єра Марії Сокіл розвивалась блискавично. Вона співала Марильцю в «Тарасі Бульбі» М. Лисенка (Тараса в цій виставі співав Іван Паторжинський), Мікаелу в «Кармен» Ж. Бізе, Недду в «Паяцах» Р. Леонкавалло, Нурі в «Долині» д-Альбера та ін.
Як репрезентативна співачка України (разом з тенором Миколою Середою і басом Іваном Паторжинським) у 1929 році їздила на гастролі до Німеччини й Італії. Це були, власне, перші гастролі українських радянських митців за кордоном.
На той час, наприкінці 1927 року, на запрошення Наркомату України з дворічним контрактом до Харківської опери приїхав з Галичини диригент та композитор Антін Рудницький. Тут творчі і життєві шляхи молодої співачки і композитора переплелися.
В травні 1929 року Марія Сокіл разом з Антоном Рудницьким і тенором Миколою Середою здійснила велике концертне турне Лівобережною Україною. А восени 1929 року одружилася. З того часу їхні творчі шляхи стали нероздільними. Уже в січні наступного року у харківському будинку ім. В. Блакитного відбувся перший спільний концерт Марії Сокіл і Антона Рудницького.
У 1930 році Марію Сокіл з чоловіком запросили до  Київської державної академічної української опери. Цей період був ознаменований новими творчими досягненнями співачки з незрівнянно красивим лірикодраматичним сопрано, як писали рецензенти того часу. Вона була зворушливою Дездемоною та Неддою, драматичною Ліу, Баттерфляй. Заспівала царівну Лебідь і Волхву («Казка про царя Салтана» та «Садко» М. Римського-Корсакова) та інші. Співала десять ювілейних вистав «Наталки Полтавки» в театрі ім. І. Франка на честь вшанування корифея української сцени П. Саксаганського, який виконував роль Возного у цій виставі.
Однак успіхи Марії Сокіл були затьмарені першими хвилями сталінських репресій. Заарештовано чимало друзів серед акторів, письменників, композиторів. Кожного дня можна було чекати і їхнього з чоловіком арешту. Тому після закінчення контракту Антона Рудницького подружжя влітку 1932 року виїхало до Галичини. Уже перший концерт Марії Сокіл у Львові став подією в музичному житті Прикарпаття. Композитор Василь Барвінський писав: «На обрії українського вокального мистецтва, на якому ясним сяйвом палають імена Крушельницької, Мишуги і Менцинського, зійшла нова зірка рівнорядної величини – Марія Сокіл». Концерт мав великий резонанс серед львівської музичної громадськості і співачку разом з диригентом Антоном Рудницьким заангажувала на наступний театральний сезон оперний театр.
1933 року Марія Сокіл здобула звання лауреатки Міжнародного конкурсу вокалістів у Відні. Австрійська музична критика високо оцінила її вокально-артистичні здібності, а Віденська національна опера запросила її на гастролі. Тут вона співала в опері Д. Пуччіні «Чіо-Чіо-Сан».
З 1934 року подружжя Рудницьких постійно проживає у Берліні, звідки пролягали їхні гастрольні маршрути до європейських музичних столиць. Вони виступали з концертами у Львові, Варшаві, Празі, Відні, Берліні та інших містах.
1937 року львівська громадськість звернулася до Марії Сокіл і Антона Рудницького з проханням здійснити концертне турне американським континентом, щоб на виручені кошти завершити будівництво великої лікарні у Львові. Цю пропозицію артисти прийняли охоче і після прощального концерту у Львові (12 листопада 1937 р.) вирушили до США. Протягом восьми місяців вони дали велику кількість концертів, зокрема в Нью-Йорку (в одному з найбільших у світі концертних залів – «Карнегі Холі»), Чикаго, Детройті, Філадельфії, а також в канадських містах – Торонто, Вінніпезі, Едмонтоні. Цього ж року Нью-Йоркська кіностудія запрошує Марію Сокіл на головну роль Одарки у музичному фільмі Василя Авраменка «Запорожець за Дунаєм» («Cossacks in Exile»), поставленому за однойменною оперою Семена Гулака-Артемовського«Запорожець за Дунаєм» в ролі Одарки. Михайло Швець виконав у ньому роль Карася.
Повернувшись до Львова (серпень 1938 р.), подружжя передало дев'ять тисяч доларів на завершення будівництва згаданої лікарні.
Незабаром Марія Сокіл і Антін Рудницький знову вирушають до США, як виявилося пізніше – назавжди. Початок Другої світової війни не дав їм змоги повернутися на батьківщину. Вони виступали на оперних сценах і в симфонічних концертах Нью-Йорка, Чикаго, Філадельфії, а також Торонто, Вінніпега, Едмонтону та багатьох інших містах Північної Америки.
У 1940 році співачкою зацікавилась американська грамофонна фірма «Asch Recording studios» (Нью-Йорк), і вона наспівала альбом платівок «Ukrainian folk songs», куди ввійшли 8 українських народних пісень в обробці А. Рудницького.
На жаль, ці записи на платівках є тільки мізерною часткою репертуару Марії Сокіл, який був надзвичайно широким, включаючи твори німецьких, італійських, французьких, польських, чеських, російських і звісно ж українських композиторів. Жоден концерт співачки не відбувався без українських народних пісень, які вона дуже любила й широко пропагувала.
У 1946 року Марія Сокіл залишила сцену, присвятивши себе вихованню двох синів, які зараз є відомими американськими музикантами (Роман — піаніст, Доріан — віолончеліст).
З 1958 року Марія Сокіл провадила педагогічну діяльність у Філадельфійській музичній академії, а потім у власній музичній школі. Після смерті чоловіка 1975 року жила одна.
Майже до кінця життя Марія Сокіл надавала фінансової підтримки розвитку музичної культури України. Заснувала та утримувала в Нью-Йорку фундацію свого імені.
Померла Марія Сокіл 20 січня 1999 року на 97-му році життя в будинку сина Доріана (Юнгставн, штат Огайо)
Родина: 
Брат — письменник Василь Сокіл, чоловік — композитор та диригент Антон Рудницький, діти: піаніст Роман Рудницький та композитор Доріан Рудницький.

## Найкращі партії
- Маргарита («Фауст» Ш. Ґуно),
- Тетяна («Євгеній Онегін» П.Чайковського),
- Дездемона («Отелло» Дж. Верді),
- Ельза («Лоенґрін» Р.Ваґнера),
- Марильця («Тарас Бульба» М.Лисенка),
- Одарка («Запорожець за Дунаєм», С.Гулак-Артемовський),
- Мімі («Богема» Дж. Пуччіні)